# Rhinanthus
Rhinanthus es un género  de plantas fanerógamas de la familia Orobanchaceae.  Comprende 242 especies descritas y de estas, 34 aceptadas.

## Taxonomía
El género fue descrito por Carlos Linneo y publicado en Species Plantarum 2: 603. 1753.    La especie tipo es:  Rhinanthus crista-galli L. 

## Especies aceptadas
A continuación se brinda un listado de las especies del género Rhinanthus  aceptadas hasta mayo de 2014, ordenadas alfabéticamente. Para cada una se indica el nombre binomial seguido del autor, abreviado según las convenciones y usos: 
- Rhinanthus alectorolophus (Scop.) Pollich
- Rhinanthus antiquus (Sterneck) Schinz & Thell.
- Rhinanthus arcticus (Sterneck) Pennell
- Rhinanthus aristatus Čelak.
- Rhinanthus asperulus (Murb.) Soó
- Rhinanthus borbasii (Dörfl.) Soó
- Rhinanthus burnatii (Chabert) Soó
- Rhinanthus carinthiacus Widder
- Rhinanthus cretaceus Vassilcz.
- Rhinanthus crista-galli L.
- Rhinanthus dinaricus Murb.
- Rhinanthus freynii (A.Kern. ex Sterneck) Fiori
- Rhinanthus glaber Lam.
- Rhinanthus glacialis Personnat
- Rhinanthus gracilis Schur
- Rhinanthus groenlandicus Chabert
- Rhinanthus halophilus U.Schneid.
- Rhinanthus javorkae Soó
- Rhinanthus major L. - cresta de gallo[4]
- Rhinanthus mediterraneus (Sterneck) Adamović
- Rhinanthus melampyroides Soó
- Rhinanthus minor L. - cresta de gallo[4]
- Rhinanthus ovifugus Chabert
- Rhinanthus pindicus (Sterneck) Soó
- Rhinanthus pubescens (Sterneck) Boiss. & Heldr. ex Soó
- Rhinanthus pulcher Gunther & Schummel ex Opiz
- Rhinanthus riphaeus Krock.
- Rhinanthus rumelicus Velen.
- Rhinanthus serotinus (Schönh.) Oborny
- Rhinanthus sintenisii (Sterneck) Soó
- Rhinanthus songeonii Chabert
- Rhinanthus subulatus (Chabert) Soó
- Rhinanthus wagneri Degen
- Rhinanthus wettsteinii (Sterneck) Soó